# Aulo Barretti Filho
Aulo Barretti Filho ( São Paulo, 23 de agosto de 1953 – São Paulo, 3 de novembro de 2016) Foi um odontólogo, pesquisador, escritor e professor da religião tradicional Iorubá, da afrodescendente e babalorixá do candomblé do Ilê Axé Odé Quitaleci em São Paulo e Asojú Obá Alaqueto (em Queto no Benim), mais conhecido como Aulo de Oxóssi. "Presidente da FUNACULTY – Fundação de Apoio ao Culto e Tradição Yorùbá no Brasil" (Silva, 2000, pp. 47-48, nota 29), que desde 1985 fomenta as questões socioculturais e religiosas do povo Iorubá no Brasil.

## Religião
“Seu primeiro contato (ainda adolescente) com as religiões afrodescendentes foi com a umbanda.” (Prandi, 1991, p. 99) Iniciou-se no candomblé pelas mãos de Mãe Manodê, em 1974 e com ela confirmou sua maioridade sacerdotal em 1981, casa de nação Angola em São Paulo. “A casa de Manodê, fundada em 1965[…] iniciou […] muitos filhos, entre os quais, o Pai Aulo de Oxóssi, hoje Queto reafricanizado (BA) […]”. (Prandi, 1991, p. 99) “Em 1983, na Bahia, passou a fazer parte do Ilê Axé Opô Aganju (Prandi & Gonçalves, 1989, p. 230),“casa descendente da qual atualmente pertence, desde 1996, o Ilê Axé Opô Afonjá, esta por sua vez, descendente da Casa Branca do Engenho Velho – Ilê Axé Iá Nassô Ocá.” (Barretti, 2009, p. 122) Portanto, desde 1996, é filho de santo, de Mãe Stella: “O presente capítulo, agora integralizado e finalizado, dedico à minha ialorixá Maria Stella de Azevedo Santos, Odé Caiodê, de Oxóssi, suma sacerdotisa do Ilê Axé Opô Afonjá.” (Barretti, 2010, p. 76, nota 4), é também Asojú Obá Alaqueto, oiê (título) recebido em Queto, no Benim em 12 de julho de 1986.

## Atividades Socioculturais
- Relatos Etnográficos
  - A Reafricanização

Antes mesmo do “Manifesto das Ialorixás baianas contra o sincretismo de 29 de julho de 1983” (Consorte, 2010, p. 195), Aulo Barretti Filho já havia iniciado em São Paulo um “movimento social” de (re) africanização e antissincretismo. “[…] Na ACACAB (Associação Casa de Cultura Afro-brasileira), fundada em São Paulo com intenção de promover aspectos da cultura negra, desenvolveram-se, no final dos anos 70, cursos de língua iorubá e mitologia dos orixás [ministrado por Aulo] […].” (Silva, 2000, p. 264) , e esta foi “ [...] uma das primeiras iniciativas privadas em São Paulo a abrir caminho para a africanização institucional do candomblé, ou melhor, a instituição do aprendizado fora do modelo iniciático baseado na transmissão oral […].” (Prandi & Gonçalves, 1989, p. 236).
“Desse processo [de reafricanização] [...], Pai Aulo de Oxóssi, concilia as atividades de pai-de-santo com as de professor de cursos sobre teologia iorubá.” (Silva, 1995, p. 93).
“No curso de [Aulo] teologia iorubana comparada, [...] eram ensinados aspectos históricos relativos ao tráfico de escravos e à formação dos reinos iorubás e nações vizinhas. A seguir vinham às descrições de cultos e ritos africanos, alguns mais conhecidos no candomblé brasileiro, como o bori, e outros menos conhecidos como o iporí (culto da placenta) e o isassún (culto do cordão umbilical).” (Silva, 1995, pp. 264-265)
Na época em que atuava como professor de teologia yorùbá comparada ao candomblé na ACACAB, foi também articulista da Revista Ébano (São Paulo), escrevendo vários artigos sobre religião tradicional Iorubá e a comparada ao candomblé, alguns dos quais foram registrados pela etnografia bibliográfica (Moura, 1982, pp. 171-172), como segue:
- “BARRETTI Fº. Aulo.
  - “Orunmilá, um dos deuses do panteão religioso yorubano”, Ébano, São Paulo, I (7/8): 19, maio-jul, 1981.
  - “Ifá: os odus da vida”, Ébano, São Paulo, II (10); 12, dez, 1981.
  - “Igba-Odu-Iwa, a cabaça dos odus da existência.” Ébano, São Paulo, II (13): 4, fev-mar, 1982.
  - “Um Itan do Omo Odu Ofun Iwori”, Ébano, São Paulo, II (13): 4, abr, 1982.”

- A FUNACULTY

Nos anos 80, “[…] Aulo Barretti Filho, antigo aluno de iorubá na ACACAB e depois seu professor de mitologia dos orixás durante seis anos (1979/84), partirá para outro empreendimento digno de nota […] fundará a FUNACULTY (Fundação de Apoio ao Culto e a Tradição Iorubá) com sede na Lapa […] Na FUNACULTY se ensinará além do curso do Aulo […] As novas informações passadas pelo professor, [...] implicam em substituir práticas arraigadas por outras inteiramente novas para se chegar à africanização. [...] Terminado o curso básico, aqueles mais interessados formavam pequenos grupos, dando continuidade aos estudos, com ênfase especialmente no aprendizado do oráculo de Orumilá […]” (Prandi & Gonçalves, 1989 p. 236). O slogan da fundação era: “Funaculty - uma tentativa de volta as origens.”
“Em um dos capítulos [...], analisei os cursos de ioruba e teologia africana, frequentada, sobretudo por pessoas da religião, como formas alternativas de transmissão de conhecimento além daquela estabelecida pelo modelo iniciático regido pela senioridade. Esta interpretação, que apresento abaixo, baseou-se em minha experiência como aluno de um desses cursos, o da Funaculty (Fundação de Apoio ao Culto e Tradição Iorubá no Brasil), do qual Aulo Barretti Filho era professor: [...]” (Silva, 2000, p. 178). O curso foi também intitulado como “Africanização Acadêmica. - Ali passaram a ser ministradas, além do curso de Aulo, aulas de dança afro, percussão dos ritmos do candomblé e língua iorubana, contando com biblioteca especializada em história, religião e cultura dos povos iorubanos que serve [também] aos alunos. [...].”(Prandi & Gonçalves, 1989a pp. 33-34)
Na introdução do organizador italiano, o professor Bruno Barba(2009, p.119) do capítulo de Aulo Barretti Filho “Dall'oralità alla scrittura - La Riafricanizzazzione” (“Da oralidade à escrita – A Reafricanização”), na coletânea, traduzido do italiano, assim apresenta-o:
- - “Aulo Barretti Filho sempre foi interessado na dinâmica da transmissão dessa cultura. Como podemos transformar um conhecimento que sempre foi tradicionalmente transmitido oralmente, em um "ensino" ocidental, organizado como nas salas das modernas universidades brasileiras? Questionável ou não esse processo, o fato é, que Aulo Barretti Filho levou à descoberta - e, de fato, para muitos a descobrir - o Candomblé Queto, que acompanha a "reafricanização" dos terreiros. Nem todos concordam em aceitar esse "caminhar": os candomblés, como são conhecidos, embora de origem africana, são “criações” brasileiras. Entretanto, o significado e a exaltação das raízes africanas são, no entanto, para milhões de fiéis, uma importantíssima referência social, cultural e ideológica.”

Em 1986, nos dias 07 e 8 de junho, a Funaculty idealizou e organizou o simpósio “Nações Africanas – Identidade Étnica no Candomblé Brasileiro”, sob a égide da Secretaria de Estado da Cultura de São Paulo e com patrocínio da VASP e do SESC Campestre de São Paulo, onde o evento se realizou, tendo Aulo como coordenador e mediador desse simpósio. Com grande repercussão nos meios religiosos e acadêmicos, a citação abaixo revela a importância social do evento no relato da professora Monique Augras, assim noticiado nas “Comunicações do ISER” do Rio de Janeiro (ano V, 1986.):
- - “- A absoluta originalidade, do simpósio foi devida à modalidade de diálogo proposta pelos organizadores. Se, no primeiro dia, os sacerdotes descreveram as peculiaridades de cada nação e relataram história e o funcionamento das casas a que pertencem, sendo inquiridos pelos pesquisadores acadêmicos, no segundo dia, foi a vez dos cientistas sociais se colocarem, sendo questionados pelos sacerdotes. Deste modo, estabeleceu-se, um diálogo que primou pela autenticidade. Tanto acadêmicos como sacerdotes acabaram expondo-se claramente, sem lançar mão dos tradicionais recursos geralmente utilizados por ambas as categorias para assegurar a manutenção dos esquemas do poder sacerdotal e magistral. Esta ocorrência, por si só, garante a importância e repercussão do evento. No decorrer do diálogo, foram particularmente enfatizados os aspectos ligados aos processos de legitimação, de transmissão dos conhecimentos, de relação com o sagrado, e, especificamente, às modalidades de articulação dos terreiros com a sociedade global, em termos de relação cultural, social e política. Encerrou-se o simpósio destacando a essencial importância da inserção da cultura negra na construção do Brasil contemporâneo”

Simpósio este, que contou com as participações acadêmicas de Vivaldo da Costa Lima, Carlos Eugênio Marcondes de Moura, Liana Trindade e obvio de Monique Augras e agentes religiosos especialmente convidados. O simpósio teve como um dos seus objetivos, ou melhor, o final, de formar a delegação oficial brasileira, que participaria do “III Congresso Internacional da Tradição e Cultura dos Òrìsà” que se realizaria em julho de 1986, em Ilê-Ifé, na Nigéria.
- Em Ilê-Ifé

Sendo assim, Aulo, Ari Cândido Fernandes, convidados especiais e dois diretores da Funaculty vão à África para participar do “III Congresso Internacional da Tradição e Cultura dos Orixás”, “[…] tendo participado da delegação paulista organizada pela Secretaria de Cultura do Estado de São Paulo [e pela Funaculty], com patrocínio da Varig, da qual fizeram parte […] e Aulo de Oxóssi [Coordenador da Delegação Oficial Brasileira] […]” (Prandi, 1991, p. 206, nota 2) Aulo também participa como palestrante com a comunicação “O Culto de Orí na Diáspora. - Perdas e Preservações no Candomblé”.
Um grupo menor dos participantes desta viagem, após o congresso, vai com Aulo à Queto, no Benim, e no Afim Queto (Ààfin Kétu; palácio real de Queto) recebe do 49º Rei de Queto, o Obá Alaqueto Adiro Adetutu, o oiê (título) de Asojú Obá Alaqueto (cujo ato religioso foi registrado originalmente em VHS e atualmente em DVD). Este fato é citado na etnografia italiana, que o apresenta como “Ricercatore e Bàbálórìsà del candomblé Ilé Àse Ode Kitálesi e Asojú Oba Alákétu, iniziato alla divinità Òsóòsì fin dal 1974, Aulo Barretti Filho [...]” (Barba, 2009, p. 119)
De volta ao Brasil, com os resultados obtidos nesta viagem à terra dos Iorubás e com uma mostra de mais de cem peças tradicionais entre as quais - vestimentas, tecidos, utensílios litúrgicos, joias, instrumentos musicais, esculturas e afins, além de fotografias e tomadas de vídeo, a Funaculty (de Aulo) realizou a exposição “Arte Yorùbá – Tradição e Religião.” dedicada como forma de agradecimento a “todos os artistas e ao povo Iorubá”. Pode ser vista em Exposição: “Viagem à Terra dos Yorùbá – Nigéria e Benin” a qual, foi amplamente difundida pelos meios de comunicação na época.
Esta viagem de Aulo é citada pelo Iorubá Nii Afolabi, professor da Universidade do Texas em Austin e que fora tradutor de Iorubá para Pierre Fatumbi Verger: “[…] Ainda nessa década, em 1986, quando Aulo Barretti Filho pisou em Ilê-Ifé, Nigéria, para participar do III Congresso Mundial dos Orixás na então Universidade de Ifé [...]”, e lá se conheceram, pois, foi um dos tradutores do grupo de Aulo.(Afolabi, 2010. p. 13) Conferir em Prefácio de Niyi Afolabi.

## O Curso
Histórico e dados do “Curso de Teologia Yorùbá Comparada”:

- “O curso foi pioneiramente instituído e ministrado por Aulo Barretti Filho em São Paulo de 1979 a 1984, na “ACACAB” - Associação Casa de Cultura Afro-Brasileira, uma organização destinada à cultura afro-brasileira.
- Nesse mesmo período foi colunista de religião na Revista Ébano com diversos artigos inéditos e pioneiros, em língua portuguesa. Em 1983, o curso também foi ministrado no SESI, como Extensão Cultural e, em 1984, premiado pela Assessoria para Assuntos Afro-Brasileiro da Secretaria de Estado da Cultura de São Paulo, por meio do Assessor Ari Cândido Fernandes.
- Fundada em 1985 a Funaculty - Fundação de Apoio ao Culto e Tradição Yorùbá no Brasil, o curso foi ministrado entre 1986 e 1992. (A “sede” da “Funaculty” foi “extinta” em 1993.) Retomado, com novas formatações, em 1998 e ministrado até o 1º semestre de 2006.
- O meio acadêmico brasileiro intitulou estas ações construídas a partir dos anos 80 de: africanização ou reafricanização das religiões de matriz africana de São Paulo. Todavia, no caso do autor, optou por separar suas ações de sacerdote do professor do curso, assim autointitulou o curso e a fundação, como sendo: “o Início da reafricanização como movimento social.”[22]
- Durante todos esses anos, como especialista no tema, escreveu[23] e ministrou aulas, cursos, palestras e conferências em universidades e espaços culturais. Reformatado, ampliado e atualizado, o curso foi reiniciado totalmente digitalizado e com audiovisual em 2011, ainda é um curso impar.” In: Dados da Funaculty

## Congressos e a Academia
Em 1988, no “Escravidão - Congresso Internacional” (USP, 1988, pp. 84 e 153), Aulo participa com a comunicação “As Sociedades Iorubás e o Bàbálórìsà Brasileiro”, relatando o acúmulo de funções do sacerdote brasileiro em detrimento aos sacerdotes específicos iorubás, perda essa também em decorrência do “tipo” da escravidão brasileira imposta aos povos africanos.
Na década de noventa, em 1997, Aulo participa do “V Congresso Afro Brasileiro”(1997, p. 49), também registrado pela etnografia bibliográfica (Moura, 2005, pp. 171):

- “BARRETTI Fº, Aulo. Òrúnmìlà e a Trajetória do Oráculo. Comunicação apresentada no “V Congresso Afro Brasileiro”, Salvador, 1997. (mimeo.)”

Também conforme registrou Silva (2000, p. 169): “[...] Como disse Pai Aulo Barretti Filho em sua comunicação [na conclusão] no V Congresso Afro-Brasileiro:”
- “Ressaltamos que os sacerdotes devem unir-se e clamar para a perpetuação das estórias e resumos que perfazem a História de fé e poder dos orixás, que a tudo se mantiveram, mantendo os aspectos gerais e certas minúcias de extrema importância, que deverão ser coletadas e examinadas no “Livro Sagrado dos Odu”, evitando deturpações que comprometam um sistema secular - a do Oráculo e sua Religião.
- Este sistema deverá ser totalmente pesquisado, anotado e, se possível, editado, assim como os ìtàn-ese-ifá [prosas e poemas do oráculo] o foram, continuam sendo e serão cada vez mais trabalhados por sacerdotes e acadêmicos para o bem da religião e da cultura, que são as mais puras formas de preservação da sabedoria dos Homens e dos Deuses.”[27]

Em 2003, Aulo cria seu site na Internet, com seus artigos anteriormente publicados, mas, adaptados, ampliados e revisados para a Web. Em 2012, em novo endereço, migrou do extinto “sites da UOL”, (Conferir em Histórico do Site) e manteve os artigos anteriormente publicados, todavia, com novos formatos, ampliados, revisados, readaptados e ilustrados para o site atual de Artigos & Textos, com novos textos e com novas e inéditas propostas.
Em 2004, Aulo participa do “VII Alaiandê Xirê Internacional” no Ilê Axé Opô Afonjá, conforme pode ser visto em VII Alaiandê Xirê, a partir da comunicação da conferência de abertura e de outra comunicação apresentada, Aulo prepara um livro que será lançado em 2010 pela Edusp - Editora da Universidade de São Paulo, com o título: Dos Yorùbá ao Candomblé Kétu.
Assim diz a ialorixá Stella de Oxóssi, Odé Caiodê, do Ilê Axé Opô Afonjá (2010, segunda capa, (“orelha”)):

- “Além de escritor, pesquisador e organizador desta coletânea, Aulo Barretti Filho é sacerdote comprometido com a religião que professa os orixás. Sua dedicação em relação a essa religião pode ser conferida em seu “Òsóòsì e Èsù, os Òrìsà Alákétu”, pois a rigorosidade técnica e os esclarecimentos sobre os conceitos religiosos pertinentes permitem um conhecimento mais aprofundado dos Orixá Alaqueto e da história da nação Queto. A publicação do inédito ìtàn odù [“Oxóssi e o Apaocá”], por sua vez, dá um valor especial ao texto.”

Durante todos esses anos de trabalho dedicado ao apoio e ensino da religião tradicional Iorubá e do candomblé Queto, Aulo Barretti Filho tem prestado serviços à sociedade religiosa e acadêmica, aos professores, mestrandos, doutorandos... . Um depoimento de Consorte (2008, p. 189, nota 1) corrobora essa afirmação, quando diz que:

- “Este texto contou com a revisão técnica, cuidadosa e competente do babalorixá Aulo Barretti Filho, 32 anos de iniciado [1974], odontólogo e pesquisador, contribuindo assim para eliminar algumas de suas incorreções e tornar mais claras algumas de suas imprecisões, pelo que muito agradeço.”
- Em 2013 foi membro da Comissão Organizadora do XIV Alaiandê Xirê realizado no Ilê Afro-Brasileiro Odé Loreci (Embu das Artes - SP) com o apoio organizacional do Instituto Alaiandê Xirê, CERNe (Centro de Estudos das Religiosidades Contemporâneas e das Culturais Negras) do Departamento de Antropologia da USP (Universidade de São Paulo), Àgò Lònà Associação Cultural e Prefeitura de Embu das Artes.[30]

## Livros
- Dos Yorùbá ao Candomblé Kétu - Origens, Tradições e Continuidade. (Org.) São Paulo, Edusp, 2010. ISBN 9788531412202
- “Òsóòsì e Èsù, os Òrìsà Alákétu”. In: Dos Yorùbá ao Candomblé Kétu. Aulo Barretti Filho (org.), pp. 75-139. São Paulo, Edusp, 2010.
- “Dall’oralità alla scrittura - La Riafricanizzazione”. In: La Voce Degli Dei. Bruno Barba (org.), pp. 118-135. Gênova, Cisu, 2010. ISBN 9788879754835
- “Òrìsàísmo: um novo conceito de identidade religiosa globalizada”. In: Alaiandê Xirê: desafios da cultura religiosa afro-americana no Século XXI. Vagner Gonçalves da Silva, Rosenilton Silva de Oliveira, José Pedro da Silva Neto (orgs.), pp. 100-111. São Paulo: FEUSP, 2019. ISBN 978-65-5013-006-0 DOI 10.11606/9786550130060[31]